# Lumiplan
 (janvier 2020).
Lumiplan est une entreprise française spécialisée dans l'information dynamique/temps réel à destination des transports, des villes et des activités de montagne.

## Histoire
La société est créée en 1972, elle commercialise alors des plans lumineux à destination des stations de ski.
En 1982, les solutions sont adaptées à l'information des municipalités.
En 1992, l'entreprise se lance dans le secteur des transports (girouettes, information voyageur en stations, etc.).
En 2007, la solution Heurès (outils d'aide à l'exploitation) est rachetée par Lumiplan au groupe Bull.
En 2008, rachat de FA Technology (affichage dynamique urbain).
En 2009, Lumiplan crée la filiale Lumiplan Asia à Singapour.
En 2010, l'entreprise acquiert Duhamel (systèmes de communication et de vidéosurveillance embarqués pour les cars, bus et tramways)
En 2017 Lumiplan consolide ses positions internationales en rachetant la société italienne Ameli (établie à Florence) , ainsi que la société SORIDIS basée à Rennes, spécialisée dans l’agrégation et de la diffusion d’informations temps réel, en développant notamment INFOGARE, le système d’information voyageurs de référence de la SNCF en Ile-de-France pour son activité Transilien. La solution de SORIDIS pilote plus de 3500 afficheurs dans plus de 350 gares.
En 2019, Lumiplan acquiert la société espagnole BQB, leader de l'information dynamique dans les transports publics.
Le 9 juin 2022, Lumiplan annonce l'acquisition de la société Okina, spécialisée dans les données de mobilité pour les autorités organisatrices de la mobilité et les exploitants des réseaux de transport public.

## Description

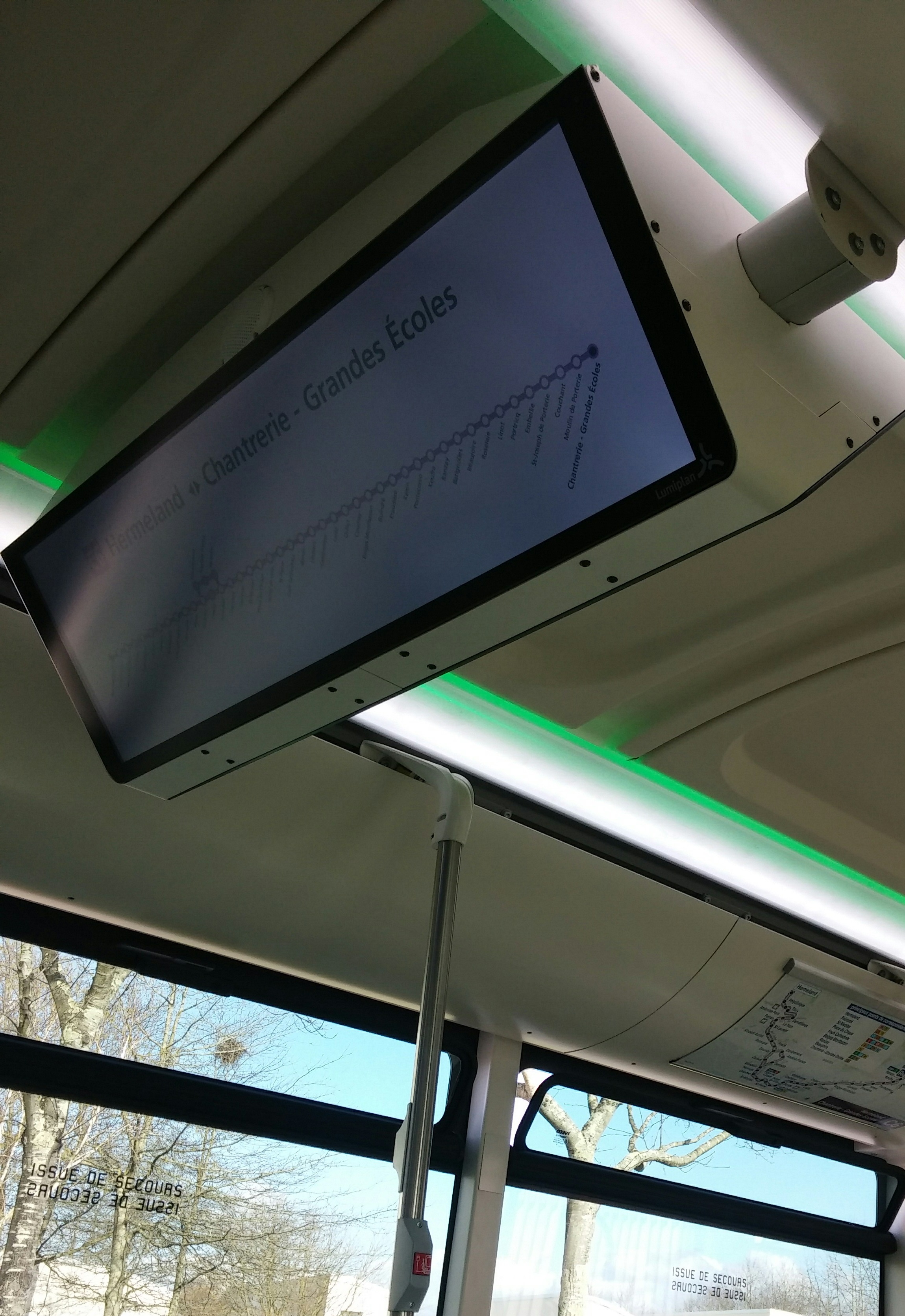
Écran d'information voyageur Lumiplan dans un autobus articulé Iveco Urbanway 18 du réseau TAN de Nantes.

### Structure
La holding Lumiplan  regroupe les entités suivantes.
- Lumiplan Ville (ex-FA Technology) : affichage urbain[5], Applications smartphone.
- Lumiplan Duhamel : Informations embarquées dans les bus, cars et tramways[6].
- Lumiplan Transport : Bornes d'information voyageurs dans les gares ferroviaires et routières.
- Lumiplan Montagne (ex-Skiplan) : affichage dans les stations de ski[7], applications smartphone.

### Implantations
Le siège social est situé à Saint-Herblain (Loire-Atlantique), près de Nantes.
La société possède des bureaux à Paris, Lille, Thionville, Albertville, Lyon, Grenoble, Salon-de-Provence, Toulouse, Nantes, Tours, Bangalore, Singapour et Los Angeles, Rennes, Florence...

### Effectifs
La holding et ses filiales comporte environ 200 personnes.

## Données financières
Le chiffre d'affaires est d'environ 40 M€ pour le groupe.